# Phare de McGulpin Point

Le phare de McGulpin Point (en anglais : McGulpin Point Light), est un phare du nord-est du lac Michigan, dans le détroit de Mackinac situé à 5 km à l'ouest du fort Michilimakinac dans le Comté d'Emmet, Michigan. C'est le plus ancien phare du détroit.

## Historique
Le phare de McGulpin Point a été achevé par l'United States Lighthouse Board en 1869. Le phare, d'architecture normande, a fonctionné pendant les saisons de navigation dans les Grands Lacs de 1869 à 1906.
La conception a connu un tel succès que le Lighthouse Board a choisi d'utiliser cette conception de 1868 dans la construction du phare d'Eagle Harbor en 1871, de  White River en 1875 et Sand Island en 1881.

### Préservation
En 1906, le feu de McGulpin Point a été désactivé et privatisé en raison du jugement du Conseil du phare selon lequel le phare de Old Mackinac Point, à proximité, effectuait un travail adéquat de marquage du détroit de Mackinac. À un certain moment après la désactivation, la salle de la lanterne de la tour du phare a été supprimée et le bâtiment est passé en propriété privée. Le bâtiment est ensuite entré en service en tant que résidence privée.
En 2005, le phare et le terrain adjacent (47.000 m²) ont été mis en vente pour un prix demandé de 1,75 million de dollars. Au début de 2008, le prix n'était plus que de 974.900 $. En juin 2008, le conseil d'administration du comté d'Emmet a voté pour l'achat du phare de McGulpin Point et du terrain comme nouvelle ressource historique du détroit de Mackinac. Avec l'aide de la Great Lakes Lighthouse Keepers Association et de donateurs privés, les autorités du comté d'Emmet ont fait reconstruire la salle des lanternes disparues afin que le phare puisse reprendre sa fonction de phare. En avril 2009, une réplique de la salle des lanternes, fabriquée par Moran Iron Works à Onaway, a été placée au-dessus de la tour, et une nouvelle balise été posée dans la salle des lanternes. Le feu McGulpin Point a été officiellement rallumé le 30 mai 2009.

### Statut actuel
Contrairement au phare de Old Mackinaw Point, le phare McGulpin Point n'était pas encore inscrit au registre national des lieux historiques en 2019 et n'était pas non plus inscrit sur l'inventaire de l'État. Il appartient au comté d'Emmet depuis 2008.
Depuis le 30 mai 2009, McGulpin fonctionne comme une aide à la navigation privée sur la carte cartographique de la NOAA. Cette approbation a été donnée après l'installation d'une réplique de lanterne décagonale. La lanterne McGulpin Point Light 2009, une lumière blanche à flash unique d'une durée de 3 ou 4 secondes, est visible pour les marins du détroit de Mackinac. Des visites sont disponibles pendant la saison d'été organisées par des bénévoles. Des logements pour la nuit au McGulpin Point Cottage sur le terrain ont également été proposés.

## Description
Le phare  est une tour octogonale en brique, attachée à un logement de gardien de 12 m de haut, avec une galerie et une lanterne. La tour est non peinte et la lanterne est noire.
Il émet, à une hauteur focale de 33 m, un flash blanc par période de 4 secondes. Sa portée n'est pas connue.
Identifiant : ARLHS : USA-487 ; USCG :  7-12651 .

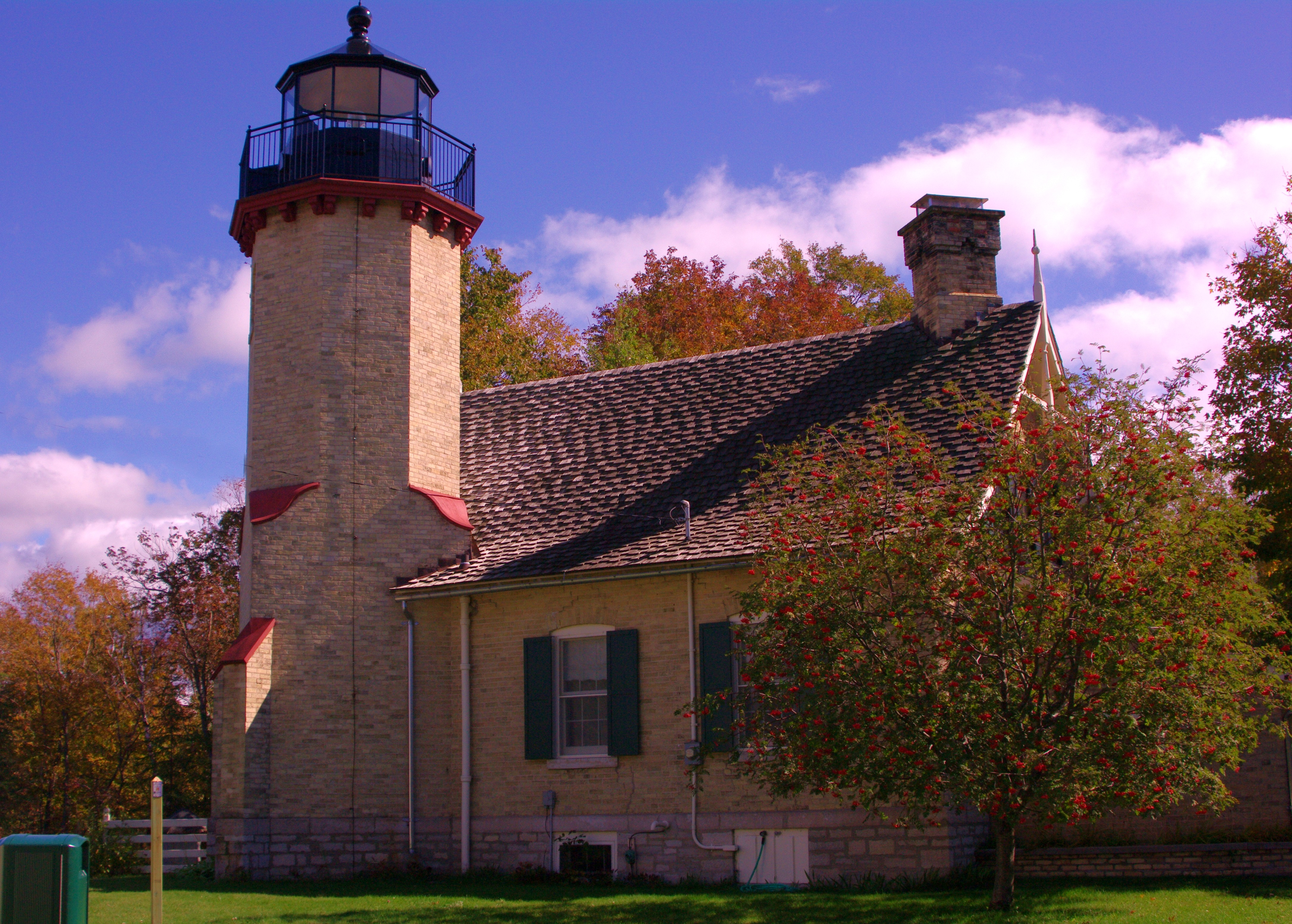
Le phare
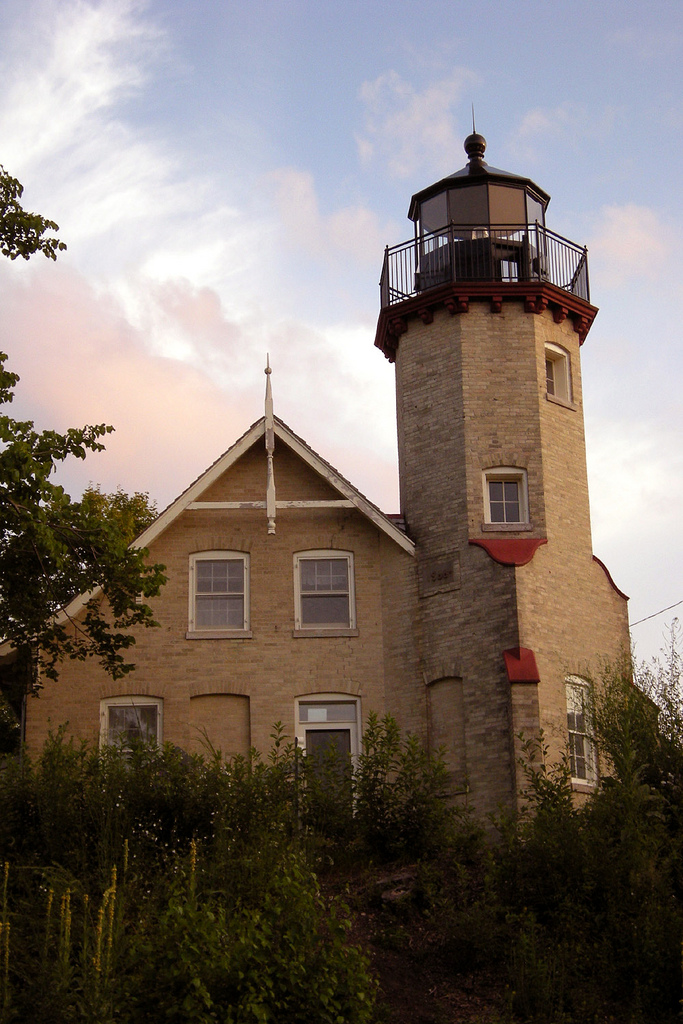
Le phare

### Lien connexe
- Liste des phares au Michigan